# Liste de films français sortis en 1930
Listes de films français
- 1926
- 1927
- 1928
- 1929
- 1930
- 1931
- 1932
- 1933
- 1934

Liste non exhaustive de films français sortis en 1930 :
| Titre                              | Réalisateur                    | Distribution                                                 | Genre                          | Notes       |
| ---------------------------------- | ------------------------------ | ------------------------------------------------------------ | ------------------------------ | ----------- |
| L'amour chante                     | Robert Florey                  | Yolande Laffon, Pierre Bertin, Janine Merrey                 | Comédie                        |             |
| À propos de Nice                   | Jean Vigo                      |                                                              | Court métrage documentaire     | 23 min muet |
| Accusée, levez-vous !              | Maurice Tourneur               | Gaby Morlay, André Roanne, Suzanne Delvé                     | Drame                          |             |
| L'Âge d'or                         | Luis Buñuel                    | Gaston Modot, Lya Lys Max Ernst                              | Comédie dramatique             |             |
| L'Arlésienne                       | Jacques de Baroncelli          | Blanche Montel, José Noguéro, Germaine Dermoz                |                                |             |
| Au Bonheur des Dames               | Julien Duvivier                | Dita Parlo, Pierre de Guingand, Germaine Rouer               | Drame                          | muet        |
| Barcarolle d'amour                 | Carl Froelich et Henry Roussel | Simone Cerdan, Charles Boyer, Jeanne Marie-Laurent           |                                |             |
| Caïn, aventures des mers exotiques | Léon Poirier                   | Rama-Tahé, Thomy Bourdelle                                   | Aventure                       |             |
| Le Capitaine Jaune                 | A.W. Sandberg                  | Camille Bardou, Bill Bocket, Christian Casadesus             | Drame                          |             |
| Cendrillon de Paris                | Jean Hémard                    | Colette Darfeuil, André Roanne, Alice Tissot, Henri Poupon   | Comédie                        |             |
| Chacun sa chance                   | René Pujol                     | Jean Gabin, André Urban, Renée Héribel                       | Comédie                        |             |
| Chérie                             | Louis Mercanton                | Marguerite Moreno Saint-Granier, Mona Goya                   | Comédie                        |             |
| Les Chevaliers de la montagne      | Mario Bonnard                  | Yvette Beschoff, Marie Glory, Jim Gérald                     |                                |             |
| La Comtesse Hachisch               | inconnu                        | inconnus                                                     |                                |             |
| Le Défenseur                       | Alexandre Ryder                | Louise Lagrange, Marcel Vibert, Max Maxudian                 | Drame                          |             |
| La Douceur d'aimer                 | René Hervil                    | Victor Boucher, Henri Bosc, Renée Devillers                  | Comédie                        |             |
| L'Enfant de l'amour                | Marcel L'Herbier               | Emmy Lynn, Jaque Catelain, Marcelle Pradot                   | Drame                          |             |
| L'Escale                           | Jean Gourguet                  | René Ferté, Ginette Maddie, Jenny Luxeuil                    |                                |             |
| La Femme d'une nuit                | Marcel L'Herbier               | Jean Murat, Francesca Bertini, Boris de Fast                 |                                |             |
| La Femme et le Rossignol           | André Hugon                    | Jean Marconi, Kaissa Robba, Habib Benglia                    |                                |             |
| Les Galeries Lévy et Cie           | André Hugon                    | Marie Glory, André Burgère, Léon Belières                    | Comédie                        |             |
| L'Héritage de Lilette              | Michel Du Lac                  | Jean Gabin, Raymond Dandy                                    | Court métrage                  |             |
| Illusions                          | Lucien Mayrargue               | Mary Serta, Pierre Batcheff                                  | Comédie                        |             |
| L'Instinct                         | André Liabel et Léon Mathot    | Léon Mathot, André Marnay, Madeleine Carroll                 | Drame                          |             |
| J'ai quelque chose à vous dire     | Marc Allégret                  | Fernandel, Colette Clauday, Pierre Darteuil                  | Court métrage comique          | 21 min      |
| La Joie d'une heure                | André Cerf                     | Sylvia Bataille, Georges Pomiès Jane Pierson, Pierre Prévert | Court métrage                  |             |
| Jour de noces                      | Maurice Gleize                 | Monique Rolland, Madeleine Guitty                            | Moyen métrage                  | 34 min      |
| La Maison de la flèche             | Henri Fescourt                 | Annabella, Léon Mathot, Gaston Dupray                        |                                |             |
| La Meilleure Bobonne               | Marc Allégret                  | Fernandel, Pierre Darteuil, Madeleine Guitty                 | Court métrage comique          | 20 min      |
| La Meilleure Maîtresse             | René Hervil                    | Sandra Milovanoff Tramel, Danièle Parola                     | Muet                           |             |
| Méphisto                           | Henri Debain et Georges Vinter | Jean Gabin, Hélène Terpse, Janine Ronceray                   | Sketches                       |             |
| Mon gosse de père                  | Jean de Limur                  | Adolphe Menjou, Alice Cocéa Roger Tréville                   | Comédie dramatique             |             |
| Mor'vran                           | Jean Epstein                   |                                                              | Documentaire                   | 26 min      |
| Le Mystère de la chambre jaune     | Marcel L'Herbier               | Roland Toutain, Marcel Vibert, Huguette Duflos               | Policier                       |             |
| Le Mystère de la villa rose        | Louis Mercanton et René Hervil | Simone Vaudry, Héléna Manson                                 | Policier                       |             |
| La nuit est à nous                 | Roger Lion                     | Marie Bell, Henry Roussell, Jean Murat                       | Drame                          |             |
| Nuits de princes                   | Marcel L'Herbier               | Gina Manès Jaque Catelain                                    |                                | muet        |
| On demande un dompteur             | inconnu                        | Jean Gabin, Raymond Dandy                                    | Court métrage                  | muet        |
| Paris la nuit                      | Henri Diamant-Berger           | Marguerite Moreno, Armand Bernard, Jean-Louis Allibert       |                                |             |
| Le Petit Chaperon rouge            | Alberto Cavalcanti             | Catherine Hessling, Jean Renoir, André Cerf                  | Comédie farcesque              |             |
| La Petite Lise                     | Jean Grémillon                 | Pierre Alcover, Nadia Sibirskaïa, Julien Bertheau            | Mélodrame                      |             |
| Prix de beauté                     | Augusto Genina                 | Louise Brooks, Georges Charlia                               | Drame                          | muet        |
| Quand nous étions deux             | Léonce Perret                  | Alice Roberts, André Roanne, Suzy Pierson                    |                                |             |
| Le Requin                          | Henri Chomette                 | Gina Manès, Albert Préjean, Daniel Mendaille                 |                                |             |
| Le Roi de Paris                    | Leo Mittler                    | Iván Petrovich, Marie Glory, Gabriel Gabrio                  |                                |             |
| Le Roi des resquilleurs            | Pierre Colombier               | Georges Milton, Hélène Robert, Hélène Perdrière              | Comédie                        |             |
| Romance sentimentale               | Sergueï Eisenstein             | Mara Griy                                                    | Court métrage                  | 20 min      |
| La route est belle                 | Robert Florey                  | Laurette Fleury, André Baugé, Léon Bary                      | Drame                          |             |
| Le Sang d'un poète                 | Jean Cocteau                   | Enrique Rivero, Lee Miller, Pauline Carton                   | Moyen métrage Film fantastique | 49 min      |
| Le Secret du docteur               | Charles de Rochefort           | Max Maxudian, Jean Bradin, Marcelle Chantal, Alice Tissot    | Drame                          |             |
| La Servante                        | Jean Choux                     | Henri Fabert, Thérèse Reignier, Vera Sherbane, Louis Valray  |                                |             |
| Si l'empereur savait ça            | Jacques Feyder                 | André Luguet, André Berley, Françoise Rosay                  | Drame romance                  |             |
| Sous les toits de Paris            | René Clair                     | Albert Préjean Gaston Modot, Pola Illéry                     | Comédie dramatique             |             |
| Le Spectre vert                    | Jacques Feyder                 | André Luguet, Jetta Goudal, Georges Renavent, Pauline Garon  | Thriller                       |             |
| Tarakanowa                         | Raymond Bernard                | Édith Jéhanne, Paule Andral, Olaf Fjord                      | Drame                          |             |
| La Tendresse                       | André Hugon                    | Marcelle Chantal Jean Toulout, José Noguéro                  | Drame                          |             |
| Une belle garce                    | Marco de Gastyne               | Georges Benoît, Gil Clary, Gabriel Gabrio                    | Comédie dramatique             |             |
| Une femme a menti                  | Charles de Rochefort           | Paul Capellani, Louise Lagrange, Jeanne Helbling             |                                |             |
| Un trou dans le mur                | René Barberis                  | Jean Murat, Dolly Davis, Marguerite Moreno                   | Comédie                        |             |
| Les Vacances du diable             | Alberto Cavalcanti             | Marcelle Chantal, Thomy Bourdelle, Jeanne Fusier-Gir         | Comédie dramatique             |             |